# Lomustyna
Lomustyna, CCNU (ATC: L 01 AD 02) – lek przeciwnowotworowy z grupy związków alkilujących.
Jego działanie polega na tym, iż "przyczepia się" do jednego z łańcuchów DNA komórki nowotworowej, uniemożliwiając jej podział.
Najczęstsze skutki uboczne:
- zmęczenie i osłabienie
- zaburzenie funkcji krwiotwórczej szpiku kostnego (pancytopenia)
- nudności i wymioty
- bezpłodność

Lomustyna jest zaliczana do cytostatyków o dużym potencjale emetogennym.
Lomustyna reaguje z alkoholem.